# سلفياني فيليكس
سلفياني فيليكس (بالفرنسية: Sylviane Félix)‏ هي عداءة مسافات قصيرة فرنسية من أصل مارتينيكي ولدت في يوم 31 أكتوبر 1977 في مدينة كريتاي في فرنسا، أبرز إنجازاتها هو فوزها بالمدالية البرونزية في دورة الألعاب الأولمبية الصيفية 2004 في أثينا في اليونان في سباق 4×100 متر مع الفريق الفرنسي، كما فازت بالميدالية الذهبية في بطولة العالم لألعاب القوى 2003 في باريس.

## روابط خارجية
- سلفياني فيليكس على موقع الاتحاد الدولي لألعاب القوى (الإنجليزية)
- سلفياني فيليكس على موقع الاتحاد الفرنسي لألعاب القوى (الفرنسية)
- سلفياني فيليكس على موقع أوليمبيديا (الإنجليزية)